# Grande Prêmio Brasil Caixa de Atletismo 2016
Grande Prêmio Brasil Caixa de Atletismo 2016 – 31. edycja międzynarodowego mityngu lekkoatletycznego, który odbył się 19 czerwca 2016 w brazylijskim São Bernardo do Campo. Zawody były kolejną odsłoną cyklu World Challenge Meetings rozgrywanego pod egidą IAAF.

## Rezultaty

### Mężczyźni
| Konkurencja:                  | 1. miejsce              | Rezultat | 2. miejsce          | Rezultat | 3. miejsce           | Rezultat   |
| Bieg na 100 m                 | Vítor Hugo dos Santos   | 10,17 PB | Andrew Fisher       | 10,21    | Ricardo de Souza     | 10,21 PB   |
| Bieg na 400 m                 | Diego Palomeque         | 45,86    | Jarrin Solomon      | 45,97    | Alberth Bravo        | 46,03      |
| Bieg na 800 m                 | Lutimar Paes            | 1:46,76  | Kléberson Davide    | 1:46,78  | Cleiton Abrão        | 1:47,85    |
| Bieg na 3000 m z przeszkodami | Altobeli da Silva       | 8:32,24  | Jean Carlos Machado | 8:47,52  | Daniel do Nascimento | 8:49,84 PB |
| Trójskok                      | Jhon Murillo            | 16,96 NR | Jean Rosa           | 16,59    | Jadel Gregório       | 16,42w     |
| Skok wzwyż                    | Fernando Ferreira       | 2,21     | Eure Yáñez          | 2,16     | Arturo Chávez        | 2,16       |
| Skok o tyczce                 | Augusto de Oliveira     | 5,70     | Germán Chiaraviglio | 5,50     | José Rodolfo Pacho   | 5,26       |
| Rzut oszczepem                | Júlio César de Oliveira | 78,77    | Paulo da Silva      | 71,88 PB | Pedro Luiz Barros    | 70,70 PB   |

### Kobiety
| Konkurencja:               | 1. miejsce        | Rezultat | 2. miejsce                | Rezultat   | 3. miejsce           | Rezultat |
| Bieg na 200 m              | Nercely Soto      | 23,14    | Kauiza Venancio           | 23,33      | Bruna Jéssica Farias | 23,63 PB |
| Bieg na 1500 m             | July da Silva     | 4:19,01  | Kleidiane Jardim          | 4:19,39 PB | Carolina Lozano      | 4:21,62  |
| Bieg na 100 m przez płotki | Raven Clay        | 13,04    | Fabiana Morães            | 13,27      | Maíla Machado        | 13,39    |
| Skok w dal                 | Eliane Martins    | 6,72 PB  | Jéssica Carolina dos Reis | 6,62w      | Paola Mautino        | 6,26w    |
| Trójskok                   | Liuba M. Zaldívar | 13,92    | Tânia da Silva            | 13,67      | Claudine de Jesús    | 13,63    |
| Pchnięcie kulą             | Geísa Arcanjo     | 17,70    | Keely Medeiros            | 16,61      | Livia Avancini       | 16,25 PB |
| Rzut młotem                | Jennifer Dahlgren | 65,43    | Anna Paula Pereira        | 64,65 PB   | Johana Moreno        | 62,93    |